# 2011 UY412
2011 UY412, também escrito como 2011 UY412, é um objeto transnetuniano que está localizado no Cinturão de Kuiper, uma região do Sistema Solar. Este objeto é classificado como um cubewano. Ele possui uma magnitude absoluta de 8,9 e tem um diâmetro estimado com cerca de 73 km.

## Descoberta
2011 UY412 foi descoberto no dia 24 de outubro.

## Órbita
A órbita de 2011 UY412 tem uma excentricidade de 0,032 e possui um semieixo maior de 43,058 UA. O seu periélio leva o mesmo a uma distância de 41,694 UA em relação ao Sol e seu afélio a 44,421 UA.